# Ам сюр Йор Налин
Ам сюр Йор Налин (на френски: Ham-sur-Heure-Nalinnes) е селище в Югозападна Белгия, окръг Тюен на провинция Ено. Населението му е около 13 400 души (2006).